# Journalist des Jahres (Österreich)
Die Auszeichnung Journalist des Jahres in Österreich wird seit 2004 von der Fachzeitschrift für Journalisten Österreichs Journalist:in (bis März 2021: Der Österreichische Journalist) vergeben. 
Bis 2022 fand eine Online-Abstimmung unter Österreichs Journalistenschaft statt. 2022 fällte eine Jury aus rund 230 Personen die Letztentscheidung über die Preisträger, Erst- und Zweitplatzierte aus dem vergangenen Jahr sind für Nominierung und Auszeichnung gesperrt.

## Preisträger

### Hauptpreis, Innenpolitik, Außenpolitik
| Jahr | Hauptpreis            | Innenpolitik             | Außenpolitik                          |
| ---- | --------------------- | ------------------------ | ------------------------------------- |
| 2005 | Florian Klenk         | Andreas Koller           | Sibylle Hamann                        |
| 2006 | Alfred Worm           | Daniela Kittner (Kurier) | Raimund Löw                           |
| 2007 | Rainer Fleckl         | Andreas Koller -2-       | Gudrun Harrer                         |
| 2008 | Michael Nikbakhsh     | Andreas Koller -3-       | Eugen Freund                          |
| 2009 | Herbert Lackner       | Herbert Lackner          | Susanne Scholl und Cornelia Vospernik |
| 2010 | Andreas Koller        | Andreas Koller -4-       | Raimund Löw -2-                       |
| 2011 | Hubert Patterer       | Rainer Nowak             | Karim El-Gawhary                      |
| 2012 | Ulla Kramar-Schmid    | Andreas Koller -5-       | Christian Ultsch (Die Presse)         |
| 2013 | Karim El-Gawhary      | Andreas Koller -6-       | Karim El-Gawhary -2-                  |
| 2014 | Christian Wehrschütz  | Andreas Koller -7-       | Christian Ultsch (Die Presse) -2-     |
| 2015 | Rainer Nowak          | Stefan Kappacher (Ö1)    | Christian Ultsch (Die Presse) -3-     |
| 2016 | Florian Klenk -2-     | Andreas Koller -8-       | Christian Ultsch (Die Presse) -4-     |
| 2017 | Corinna Milborn       | Andreas Koller -9-       | Verena Gleitsmann                     |
| 2018 | Armin Wolf            | Armin Wolf               | Karim El-Gawhary -3-                  |
| 2019 | Tobias Pötzelsberger  | Andreas Koller -10-      | Cornelia Primosch                     |
| 2020 | Armin Wolf -2-        | Armin Wolf -2-           | Karim El-Gawhary -4-                  |
| 2021 | Florian Klenk -3-     | Martin Thür              | Tim Cupal                             |
| 2022 | Paul Krisai           | Eva Linsinger            | Christian Wehrschütz                  |
| 2023 | Tim Cupal             | Martin Thür              | Tim Cupal -2-                         |
| 2024 | Raffaela Schaidreiter | Armin Wolf               | Raffaela Schaidreiter                 |

### Medienmanager, Chefredakteur, Wirtschaft
| Jahr | Medienmanager                         | Chefredakteur          | Wirtschaft                   |
| ---- | ------------------------------------- | ---------------------- | ---------------------------- |
| 2003 | Horst Pirker                          |                        |                              |
| 2004 | Harald Knabl (NÖN)                    | Christoph Kotanko      |                              |
| 2005 | Eva Dichand                           | Erwin Zankel           | Michael Nikbakhsh            |
| 2006 | Oliver Voigt (News)                   | Christoph Kotanko -2-  | Waltraud Langer              |
| 2007 | Wolfgang Vyslozil                     | Christoph Kotanko -3-  | Renate Graber (Der Standard) |
| 2008 | nicht verliehen 1                     | Hubert Patterer        |                              |
| 2009 | Reinhold Gmeinbauer                   | Michael Lang (APA)     | Michael Nikbakhsh -2-        |
| 2010 | Horst Pirker -2-                      | Hubert Patterer -2-    | Michael Nikbakhsh -3-        |
| 2011 | Gerlinde Hinterleitner (Der Standard) | Hubert Patterer -3-    | Michael Nikbakhsh -4-        |
| 2012 | Rudolf Andreas Cuturi (OÖN)           | Hubert Patterer -4-    | Michael Nikbakhsh -5-        |
| 2013 | Markus Breitenecker (Puls 4)          | Rainer Nowak           | Josef Urschitz (Die Presse)  |
| 2014 | Peter Kropsch                         | Rainer Nowak -2-       | Michael Nikbakhsh -6-        |
| 2015 | Alexander Wrabetz                     | Hubert Patterer -5-    | Josef Urschitz -2-           |
| 2016 | Gerhard Riedler (Mediaprint)          | Hubert Patterer -6-    | Renate Graber -2-            |
| 2017 | Markus Breitenecker -2-               | Corinna Milborn        | Christoph Varga              |
| 2018 | Clemens Pig                           | Corinna Milborn -2-    | Renate Graber -3-            |
| 2019 | Gerold Riedmann                       | Johannes Bruckenberger | Michael Nikbakhsh -7-        |
| 2020 | Markus Mair (Styria Media Group)      | Corinna Milborn -3-    | Dieter Bornemann             |
| 2021 | Herwig Langanger und Rainer Nowak     | Florian Klenk          | Barbara Battisti             |
| 2022 | Gerhard Valeskini                     | Johannes Bruckenberger | Renate Graber -4-            |
| 2023 | Maximilian Dasch                      | Corinna Milborn -4-    | Volker Obermayr              |
| 2024 | Roland Weißmann                       | Maria Scholl           | Renate Graber -5-            |

### Lebenswerk, Investigation, Sonstiges
| Jahr | Lebenswerk                 | Investigation                | Sonstiges |
| ---- | -------------------------- | ---------------------------- | --- |
| 2005 | Hugo Portisch 1            |                              | |
| 2006 |                            |                              | |
| 2007 | Gerd Bacher                | Florian Klenk                | Michael Pammesberger Karikatur |
| 2008 | Oscar Bronner              | Florian Klenk -2-            | Dominic Heinzl Unterhaltung |
| 2009 |                            | Florian Klenk -3-            | Stefan Kaltenbrunner und Klaus Stimeder Sonderpreis für ihr innovatives Nischen-Qualitätsprodukt Datum |
| 2010 | Alfred Treiber             | Florian Klenk -4-            | Robert Misik Online |
| 2011 | Anneliese Rohrer           | Kurt Kuch                    | Barbara Rett Kultur Karl Hohenlohe Unterhaltung |
| 2012 | Friedrich Orter            | Ulla Kramar-Schmid           | |
| 2013 | Barbara Coudenhove-Kalergi | Renate Graber (Der Standard) | Norbert Mayer (Die Presse) Kultur Anneliese Rohrer Kolumnistin des Jahres |
| 2014 | Hugo Portisch 1 -2-        | Kurt Kuch -2-                | Sonderpreis für Satire: Fritz Jergitsch (Die Tagespresse) Sonderpreis für Innovation: Silvia Jelincic Kultur: Norbert Mayer Kolumnisten: Rainer Nikowitz Unterhaltung: Karl Hohenlohe Sport: Christian Hackl Foto: Barbara Gindl Aufgefallen: Florian Gossy, Helge Fahrnberger                                   |
| 2015 | Hubert Feichtlbauer        | Michael Nikbakhsh            | Sonderpreis Qualität in der Nische: NZZ.at und Datum Kultur: Hedwig Kainberger Kolumnisten: Doris Knecht Unterhaltung: Dieter Chmelar Sport: Hans Gödel Foto: Matthias Cremer Aufgefallen: Benedikt Narodoslawsky                                                                                                |
| 2016 | Elfriede Hammerl           | Florian Klenk -5-            | Kultur: Norbert Mayer Kolumnisten: Doris Knecht -2- Unterhaltung: Dieter Chmelar -2- Sport: Wolfgang Winheim Foto: Georg Hochmuth Aufgefallen: Jakob Winter |
| 2017 | Thaddäus Podgorski         | Ulla Kramar-Schmid -2-       | Kultur: Norbert Mayer -2- Kolumnisten: Guido Tartarotti Unterhaltung: Fritz Jergitsch (Die Tagespresse) Sport: Adi Niederkorn Foto: Matthias Cremer -2- Aufgefallen: Sebastian Huber (Die Tagespresse) |
| 2018 | Heinz Nußbaumer            | Michael Nikbakhsh -2-        | Kultur: Thomas Kramar, Clarissa Stadler Kolumnisten: Anneliese Rohrer Foto: Matthias Cremer Medien: Harald Fidler Wissenschaft: Barbara Daser Aufgefallen: Melisa Erkurt Sport: Alina Zellhofer Unterhaltung: Hanno Settele Regionales/Chronik: Petra Pichler                                                    |
| 2019 | Peter Michael Lingens      | Ulla Kramar-Schmid -3-       | Kultur: Stefan Grissemann, Profil Kolumnisten: Guido Tartarotti, Kurier Foto: Matthias Cremer, Standard Medien: Harald Fidler, Standard Wissenschaft: Marcus Wadsak, ORF Sport: Alina Zellhofer, ORF Unterhaltung: Peter Klien, ORF Chronik: Lisa Gadenstätter, ORF Aufgefallen: Anna Goldenberg, Presse, Falter |
| 2020 | Erwin Zankel               | Ulla Kramar-Schmid -4-       | Kultur: Peter Schneeberger, ORF Kolumnisten: Anneliese Rohrer, Die Presse Medien: Harald Fidler, Der Standard Foto: Matthias Cremer, Der Standard Wissenschaft: Günther Mayr, ORF Sport: Alina Zellhofer, ORF Unterhaltung: Peter Klien, ORF Chronik: Lisa Gadenstätter, ORF Aufgefallen: Melisa Erkurt, Falter  |
| 2021 | Gerfried Sperl             | Anna Thalhammer              | Kultur: Barbara Rett, ORF Kolumnisten: Melisa Erkurt, Falter Medien: Ingrid Brodnig, freie Journalistin Foto: Heribert Corn, Falter Wissenschaft: Marcus Wadsak, ORF Sport: Kristina Inhof, ORF Unterhaltung: Fritz Jergitsch, Die Tagespresse Chronik: Köksal Baltaci, Die Presse Aufgefallen: Fanny Stapf, ORF |
| 2022 | Johannes Kunz              | Ulla Kramar-Schmid           | Kolumnistin: Anneliese Rohrer Kultur: Peter Schneeberger Foto: Barbara Gindl Medien: Harald Fidler Wissenschaft: Köksal Baltaci Sport: Alina Zellhofer Unterhaltung: Michael Pammesberger Chronik: Lisa Gadenstätter Aufgefallen: Stefan Lenglinger                                                              |
| 2023 | Peter Rabl                 | Renate Graber                | Kolumnistin: Ingrid Brodnig Kultur: Günter Kaindlstorfer Foto: Jürg Christandl Medien: Nadja Hahn Wissenschaft: Marcus Wadsak Sport: Kristina Inhof Chronik: Köksal Baltaci Unterhaltung: Fritz Jergitsch Aufgefallen: Ambra Schuster                                                                            |
| 2024 | Michael Kuhn               | Martin Thür                  | Kolumnistin: Anneliese Rohrer Kultur: Ute Baumhackl Medien: Harald Fidler Wissenschaft: Köksal Baltaci Sport: Alina Zellhofer Chronik: Lisa Gadenstätter Unterhaltung: Peter Klien Aufgefallen: Stefan Lenglinger Journalistische Podcasts: Michael Nikbakhsh für Dunkelkammer Foto: Barbara Gindl               |